# L'Étoile du Nord (nouvelle)
Pour les articles homonymes, voir L'Étoile du Nord.
L'Étoile du Nord est une nouvelle de Georges Simenon, publiée en 1938. Elle fait partie de la série des Maigret.

## Historique
La nouvelle est écrite à Neuilly pendant l'hiver 1937-1938 ou à Porquerolles en mars 1938. Elle connaît une première publication lors d'une édition pré-originale dans l'hebdomadaire Police-Film/Police-Roman, no 23 du 30 septembre 1938.
La nouvelle est reprise dans le recueil Les Nouvelles Enquêtes de Maigret en 1944 chez Gallimard.

## Résumé
Maigret se trouve à quarante-huit heures de la retraite.
Dans une chambre de l'hôtel L'Étoile du Nord, on trouve le corps d'un voyageur de commerce, Georges Bompard. Il a été assassiné d'un coup d'un couteau. Maigret se rend sur les lieux, et alors qu'il visite les chambres, une jeune femme tente de s’enfuir. Devant son comportement bizarre, Maigret décide de l'emmener au Quai des Orfèvres pour l'interroger.

## Éditions
- Édition originale : Gallimard, 1944
- Tout Simenon, tome 25, Omnibus, 2003  (ISBN 978-2-258-06110-1)
- Folio Policier, n° 679, 2013  (ISBN 978-2-07-030451-6)
- Tout Maigret, tome 10, Omnibus,  2019  (ISBN 978-2-258-15349-3)

## Adaptation
- Maigret et l'Étoile du Nord, téléfilm français de Charles Nemes, avec Bruno Cremer, diffusé en 2005.